# 经量部
经量部，又称說經部、经部，部派佛教的部派之一。《異部宗輪論》記載佛灭后第四百年初（即佛滅三百多年後），由说一切有部中分出。此部在三藏之中，唯以经为正量，反對《大毗婆沙論》，故名经量部。《異部宗輪論》所記載的經量部宗義基本上屬於其前身說轉部。

## 源流
在南傳《島史》中記載經量部從說轉部分出，北傳《舍利弗問經》中二者是並列的部派，失譯《十八部論》和真諦譯《部執異論》的十八部派記載中二部合一而說轉部為本名，在玄奘譯《異部宗輪論》中改稱為經量部為本名。
經量部源於譬喻師傳統，在說一切有部集結出《大毗婆沙論》之前，雖有可據此分為不同部派的教義分歧，但未徹底決裂。在《大毗婆沙論》成立之後，迦濕彌羅派主張應以《大毗婆沙論》為主，但另一派的人，認為應該以脩多羅經為主，於是另外形成經量部。
藏傳佛教格魯派聲稱因為宗義的不同，經量部後來又分成二派，一派是隨阿笈摩經量部，又稱隨教行經部宗，俱舍宗與成實宗都源自此派。另一派被稱為隨理量行經部派，重視因明學。

## 著名人物
一般將經量部創始人認定為歷史上著名的大譬喻師鳩摩羅羅陀（義譯為「童受」），因而稱其為「經部祖師」或「經部本師」。經量部最重要的人物是室利邏多上座，他在阿踰陀國編寫了《經部毘婆沙論》，眾賢《順正理論》稱他為“上座”並對其學說進行了評破，並且稱《俱舍論》偏向於他的學說。

## 基本學說
說一切有部《大毘婆沙論》已經引證了《佛阿毘曇經》和《稻芉經》的“外法緣起”，並提出了“業種子”概念，但否定了“相似相續”。

### 業果感赴
經量部明確反對三世實有，《順正理論》記載了譬喻師的“業果感赴”學說：
|  | 何謂彼宗，謂譬喻宗，故彼宗說：如外種果感赴理成，如是應知，業果感赴。 謂如外種，由遇別緣，為親傳因，感果已滅；由此後位，遂起根、芽、莖、枝、葉等，諸異相法，體雖不住，而相續轉；於最後位，復遇別緣，方能為因，生於自果。如是諸業，於相續中，為親傳因，感果已滅；由此，於後自相續中，有分位別，異相法起，體雖不住，而相續轉；於最後位，復遇別緣，方能為因，生於自果。 雖彼外種，非親為因，令自果生，然由展轉。如是諸業，亦非親為因，令自果生，然由展轉力。 內外因果，相續理同；外謂種根芽等，不斷名為相續；內法相續，謂前後心，恒無間斷。 |

說一切有部以「業有果故有去來」為其三世實有的理據，經量部並不認可而提出自宗觀點：「業為先，所引相續，轉變，差別，令當果生。」如《俱舍論》記載：
|  | 又彼所言：「業有果故有去來」者，理亦不然。非經部師作如是說：「即過去業能生當果」，然業為先，所引相續，轉變，差別，令當果生。 |

《順正理論》引述了《俱舍論》的說法，稱這裡的“業相續”為心相續：
|  | 經主於此作如是言，非經部師作如是說：「即過去業能生當果」，然業為先，所引相續，轉變，差別，令當果生。譬如世間，種生當果，謂如從種，有當果生，非當果生從已壞種，非種無間有當果生。然種為先，所引相續，轉變，差別，能生當果，謂初從種，次有芽生，葉乃至花，後後續起，從花次第，方有果生。 而言果生從於種者，由種所引，展轉傳來，花中功能，生於果故，若花無種所引功能，應不能生如是類果。如是從業有當果生，非當果生從已壞業，非業無間有當果生。然業為先，所引相續，轉變差別，能生當果。 業相續者，謂業為先，後後剎那，心相續起；即此相續，後後剎那，異異而生，名為轉變；即此轉變，於最後時，有勝功能，無間生果，異餘轉變故，名差別。 |

經量部以“種子”比喻“業”，以“牙起種謝次地而生”比喻“相續”，以結果比喻“果報”；後又將相續細化，以枝葉生長比喻“轉變”，以開花比喻能最後生果的“勝功能”。

### 無漏法種
《異部宗輪論》所記載的經量部宗義基本上是其前身說轉部的宗義，《異部宗輪論》和《部執異論》與其更早版本即《十八部論》相比，多出了經量部的“異生位中亦有聖法”宗義：
|  | 其經量部本宗同義。……異生位中亦有聖法。 |

《順正理論》記載了此說中的異生位中聖法是“無漏法種”：
|  | 然彼論說此心心所，雖為無漏種，而體非無漏，猶如木等，非火等性，謂如世間，木為火種，地為金種，而不可說，木是火性，地是金性，如是異生心及心所，雖是無漏種，而體非無漏。 |

### 一味蘊
《異部宗輪論》與其更早版本即《十八部論》和《部執異論》相比，多出了經量部部份論師主張的一味蘊：
|  | 其經量部本宗同義。……有根邊薀，有一味薀。 |

按窺基《異部宗輪論述記》的解釋，“一味蘊”即經量部中部份論師所主張的細意識，具有四蘊，以之為根本而五蘊起，故稱根本蘊，其餘有間斷的五蘊是支末，稱為根邊蘊。印順法師認為，一味蘊不是細意識，仍舊是說轉部的法體“一味”的根本蘊，根邊蘊是作用蘊。

## 派系
按印順法師研究，經量部提出與說一切有部及說轉部相對立的種子熏習學說，種子熏習說至少可分四派：
- 心、心所相續：經量部的本義，「業」之所依是心、心所法相續[27]，這個學說可能起源於《大毘婆沙論》記載的譬喻師說法：「謂或有執，離思無異熟因，離受無異熟果，如譬喻者。」此理論最早見于龍樹《中論》的記載[28]。
- 六處相續：室利邏多上座等認為三界有情的心與色都是不斷的，六處都是受到熏習的[29]。這個學說可能起源於《大毘婆沙論》記載的一則譬喻師說法：「謂譬喻者分別論師執，滅盡定細心不滅，彼說無有有情而無色者，亦無有定而無心者，若定無心命根應斷，便名為死，非謂在定。」
- 心、有根身相續：世親《俱舍論》記載了先代軌範師的說法：「故彼先代諸軌範師咸言，二法互為種子，二法者，謂心、有根身。」隨順《大毘婆沙論》的「滅盡定都無有心」，此派確立心與色相互持種[30]。
- 細心相續：世親《大乘成業論》記載了一派經量論師的說法：「應如一類經為量者，所許細心彼位猶有，謂異熟果識，具一切種子，從初結生乃至終沒，展轉相續曾無間斷。」這個六識之外，一生展轉相續不間斷的「細心」被認為近乎阿賴耶識。